# 구랑리역
구랑리역(Gurang-ri station, 九郞里驛)은 경상북도 문경시 마성면 하내리에 있는 가은선의 기차역이다. 1956년 5월 15일 배치간이역으로 영업을 시작하여 1969년 무배치간이역으로 격하되었다가 현재는 폐역되었다. 을종승차권대매소가 있었으나 지금은 사라졌다.
옛 구랑리역이 있던 자리에서 진남방향으로 약 300m 떨어진 곳에 문경 철로자전거 구랑리역이 완공되어 구랑리역-먹뱅이골(왕복 4.4km) 구간이 복선화되어 문경 철로자전거의 한 코스로 이용되고 있다.

## 역명 유래
역명은 구랑리라는 지명 유래에서 비롯되었다.
조선 초기에 홀어머니와 함께 가난하게 생활하던 효자가 이 마을에 살고 있었다. 하루는 산에 나무하러 갔다가 바위에서 쉬는 동안 잠이 들었는데, 꿈속에 한 노인이 나타나서는 선친의 산소를 산 너머 첫 번째 언덕으로 옮기고 10년 동안 벙어리 행세를 하면 자손들이 3정승 6판서에 오를 것이라 하였다. 이 꿈 내용을 어머니에게 말하고 이장을 상의하니 어머니는 거절하였다. 그러나 아들은 어머니 몰래 이장하고 벙어리 행세를 하니 이웃 사람들이 그를 비난하였고 이로 인해 그의 어머니는 죽고 말았다. 그 후 10년이 지나는 마지막 날 동네 처녀 9명이 벙어리 총각을 붙잡아 뒷산 잣나무에 매달고 두들기며 놀리던 중 갑자기 이놈들 하고 소리치니 아홉 처녀들은 놀라며 엎드려 용서를 빌며 애원하게 되었다. 그래서 아홉 처녀들 모두를 아내로 맞아들이고 1년 후 모두가 귀동자를 낳았는데, 출산 순서대로 일랑(一郞)부터 구랑(九郞)까지 이름을 붙였다. 그리하여 구랑리(九郞里)라고 하였다고 한다.

## 역사
- 1956년 5월 15일 : 배치간이역으로 영업 개시[1]
- 1967년 9월 1일 : 을종승차권 대매소로 지정[2]
- 1969년 : 무배치간이역으로 격하
- 1995년 4월 1일 : 영업 중지[3]
- 2004년 3월 31일 : 가은선 폐선으로 폐지
- 2013년 9월 10일 : 진남역 방향으로 약 300m 이동한 자리에서 레일바이크 역으로 재개업, 구랑리역-먹뱅이 방면 코스 개통[4]